# CBN Brasília
CBN Brasília é uma emissora de rádio brasileira sediada em Brasília, Distrito Federal. Opera no dial FM, na frequência de 95,3 MHz, e é uma emissora própria da CBN, sendo pertencente ao Sistema Globo de Rádio, empresa subsidiária do Grupo Globo. Seus estúdios estão localizados no Centro Empresarial Assis Chateaubriand, no Setor de Rádio e Televisão Sul (SRTVS) da Asa Sul do Plano Piloto, e seus transmissores estão na Torre de TV de Brasília, no Eixo Monumental.

## História
A emissora foi inaugurada em 1993, dois anos após o lançamento da Rede CBN, substituindo a Rádio Alvorada (AM 750 kHz, fundada em 1962) e a Globo FM (FM 95,3 MHz, fundada em 1978), ambas pertencentes ao Sistema Globo de Rádio. Foi a primeira emissora em FM da rede.
Em fevereiro de 2000, a concessão em AM foi vendida para a Jovem Pan, que criou a Jovem Pan Brasil em março do mesmo ano, passando a CBN Brasília a operar apenas em FM. É líder entre as jornalísticas estando entre as 10 rádios mais ouvidas da capital federal, em outubro de 2015 assumiu a vice-liderança entre ás rádios mais ouvidas do Distrito Federal, segundo o ibope. 
Em junho de 2019, a emissora retoma a liderança geral, como a rádio all-news mais ouvida em Brasília. A emissora esteve na 5.ª posição, tendo concorrência com emissoras de rádio, como: Clube FM, Atividade FM, Jovem Pan FM Brasília e Antena 1 Brasília.